# Vaurien
Die Vaurien-Jolle ist eine internationale verbreitete Regattajolle. Sie wurde 1951 vom französischen Spitzensegler und Bootskonstrukteur Jean-Jacques Herbulot entworfen und ist seit 1961 von der International Sailing Federation (ISAF) als internationale Einheitsklasse anerkannt. Bis 2008 wurden über 36.000 Boote gebaut.

## Allgemeines

Vaurien seit 2008

Vaurien vor 2008

Vaurien in Aktion

Vaurien in Aktion

Durch die Knickspant-Konstruktion segelt der Vaurien stabil und lässt sich auch von Anfängern leicht beherrschen. Der Vaurien eignet sich gut zur Segelausbildung – ihn optimal schnell zu segeln erfordert Geschick am Steuer und gutes Teamwork. Mit einem Gewicht von nur 95 kg kann der Vaurien nicht nur im Wasser, sondern auch an Land gut gehandhabt werden.
Im Laufe der Jahre wurde der Vaurien immer wieder an den Stand der Technik angepasst. Dabei wurde darauf geachtet, dass die Neuerungen auch an bestehenden Booten umgesetzt werden konnten. Die letzte Änderung ist die 2008 eingeführte neue Besegelung. Ein modernes Großsegel mit ausgestelltem Top, eine leicht vergrößerte Fock und ein größerer Spinnaker lassen den Vaurien insbesondere bei wenig Wind schneller anspringen, ohne aber mehr Seitendruck zu erzeugen. Auch bei viel Wind ist der Vaurien nach wie vor ohne Probleme zu segeln. Das ideale Mannschaftsgewicht liegt zwischen etwa 100 und 150 kg und deckt damit fast jede mögliche Besatzung ab.
Viele herausragende Segler haben Vaurien gesegelt, zum Beispiel:
- Eric Tabarly – Sieger des Transat- und Fastnet-Rennens
- Pierre Fehlmann – 1962 Vaurien-Europameister, 1967 505er-Weltmeister, 1989/90 und 93/94 Dritter des Whitbread Round the World Race und Sieger von Transatlantikregatten
- Pedro Campos – 13facher Weltmeister,[3] America’s-Cup-Skipper, Teilnehmer des Volvo Ocean Race 2005 und 2008
- Markus Wieser – (deutscher) internationaler Match-Race-Segler, mehrfacher Welt- und Europameister
- Iker Martínez de Lizarduy – 49er-Segler (Weltmeister 2002 und 2004; Olympiagold 2004 und -silber 2008), Volvo Ocean Race

## Geschichte
Jean Jacques Herbulot konstruierte das leichte und preiswerte Boot 1951 aus Sperrholz für die Segelschule Les Glénans. Der Prototyp Vaurien Nr. 0 wurde in der Wohnung von Glénans-Gründer Philippe Viannay gebaut, und Viannays Hund namens Vaurien (zu deutsch: Lausebengel oder Strolch) wurde Namenspate für die Bootsklasse.
Im Laufe der Zeit wurden technische Verbesserungen eingeführt, so die GFK-Bauweise, später auch das Aluminiumrigg und der Spinnaker. Wegen der hervorragenden Segeleigenschaften und des günstigen Preises verbreitete sich der Vaurien rasch in Europa und Afrika, auch in Südamerika. Der Vaurien half entscheidend mit, den Segelsport aus der elitären Nische herauszuholen und zu einem erschwinglichen Breitensport werden zu lassen. Einige wichtige Daten sind:
- 1951 Der Vaurien wird konstruiert.
- 1952 Premiere des Vaurien Nr. 1 auf der Bootsausstellung in Paris.
- 1961 Anerkennung als internationale Klasse
- 1962 Die erste Vaurien-Weltmeisterschaft findet in Royan statt.
- 1964 wird der erste Vaurien aus französischer Produktion vom bekannten Überlinger Regattasegler Karl Spiegel nach Deutschland importiert
- 1966 wird auf Initiative von Karl Spiegel (Späterer Präsident der AsVaurien Deutschland e.V.) zusammen mit der Bootswerft Maurus in Moos am Bodensee der erste Vaurien aus deutscher Produktion in Lizenz gebaut.
- 1978 Erste Vaurien-Weltmeisterschaft in (Nord-)Afrika
- Aluminium-Rigg
- Spinnaker
- GFK-Bauweise
- 2008 Neue Besegelung

## Weltmeisterschaften
| Jahr | Land        | Ort                   | Weltmeister                         | Land    |
| ---- | ----------- | --------------------- | ----------------------------------- | ------- |
| 1962 | Frankreich  | Royan                 | Fehlman / Fehlman                   | SUI     |
| 1963 | Niederlande | Alkmaar               | Maes / Tchartorysky                 | BEL     |
| 1964 | Spanien     | Palamós               | Quevarev / Quevarec                 | FRA     |
| 1965 | Frankreich  | Carnac                | Quevarec / Quevarec                 | FRA     |
| 1966 | Italien     | Orbetello             | Gavazzi / Gavazzi                   | ITA     |
| 1967 | Deutschland | Radolfzell            | Behrens / Behrens                   | GER     |
| 1968 | Spanien     | Vilassar de Mar       | Quevarec / Quevarec                 | FRA     |
| 1969 | Schweiz     | Neuchâtel             | Quevarec / Quevarec                 | FRA     |
| 1970 | Niederlande | Medemblik             | Meijer / Van Oeveren                | NED     |
| 1971 | Belgien     | Ostende               | Tans / Prop                         | NED     |
| 1972 | Frankreich  | Brest                 | Quemeneur / Quemeneur               | FRA     |
| 1973 | Portugal    | Lourenco Marques      | Bessec Routier                      | FRA     |
| 1974 | Spanien     | Premiá de Mar         | Abascal / Lopez                     | ESP     |
| 1975 | Italien     | Livorno               | Frijdal / Versloot                  | NED     |
| 1976 | Monaco      | Monaco                | Campos / Santana                    | ESP     |
| 1977 | Deutschland | Kiel                  | Van Bladel / Van Bladel             | NED     |
| 1978 | Marokko     | Casablanca            | Andrade / Andrade                   | ESP     |
| 1979 | Spanien     | San Sebastian         | Andrade / Andrade                   | ESP     |
| 1980 | Portugal    | Póvoa de Varzim       | Roquette / Campos                   | POR     |
| 1981 | Niederlande | Medemblik             | Fuchs / Montau                      | GER     |
| 1982 | Italien     | Capodimonte           | Duetz / Duetz                       | NED     |
| 1983 | Frankreich  | Brest                 | Van Ek / Visser                     | NED     |
| 1984 | Spanien     | Hospitalet del Infant | Pragt / Pragt                       | NED     |
| 1985 | Italien     | Vada                  | Schurmans / Abma                    | NED     |
| 1986 | Schweiz     | Vingelz               | v.d. Meulen / Visser                | NED     |
| 1987 | Niederlande | Medemblik             | v.d. Meulen / Visser                | NED     |
| 1988 | Portugal    | Viana do Castelo      | Schurmans / Abma                    | NED     |
| 1989 | Deutschland | Überlingen            | Faccenda / Cerri                    | ITA     |
| 1990 | Italien     | Nettuno               | Faccenda / Cerri                    | ITA     |
| 1991 | Spanien     | Laredo                | Faccenda / Cerri                    | ITA     |
| 1992 | Frankreich  | Piriac-sur-Mer        | Faccenda / Ruberti                  | ITA     |
| 1993 | Italien     | Gravedona             | Coello / Martinez                   | ESP     |
| 1994 | Tschechien  | Lipno nad Vltavou     | Diem / Kalkowski                    | AUT/GER |
| 1995 | Portugal    | Setúbal               | Coello / Coello                     | ESP     |
| 1996 | Niederlande | Hoorn                 | Coello / Coello                     | ESP     |
| 1997 | Spanien     | Los Nietos            | Valverde / Valverde                 | ESP     |
| 1998 | Deutschland | Radolfzell            | Faccenda / Cerri                    | ITA     |
| 1999 | Portugal    | Vilamoura             | Serrano / Foruria                   | ESP     |
| 2000 | Frankreich  | Loctudy               | Serrano / Foruria                   | ESP     |
| 2001 | Italien     | Follonica             | Albaladejo / Albaladejo             | ESP     |
| 2002 | Portugal    | Póvoa de Varzim       | Belzunce / Alvarez                  | ESP     |
| 2003 | Niederlande | Stavoren              | Barrionuevo / Sanchez               | ESP     |
| 2004 | Uruguay     | Punta del Este        | Porto / Martin                      | ESP     |
| 2005 | Spanien     | Sanxenxo              | Porto / Martin                      | ESP     |
| 2006 | Italien     | Vada                  | Porto / Martin                      | ESP     |
| 2007 | Spanien     | Laredo                | Serrano / Foruria                   | ESP     |
| 2008 | Portugal    | Matosinhos            | Marco Faccenda / Giovanni Galassini | ITA     |
| 2009 | Tunesien    | Bizerte               | Marco Faccenda / Giovanni Galassini | ITA     |
| 2010 | Slowakei    | Liptovský Mikuláš     | Cerri / Meini                       | ITA     |
| 2011 | Deutschland | Dümmer See            | Baran / Baran                       | SVK     |
| 2012 | Frankreich  | Douarnenez            | Leiros / Leiros                     | ESP     |
| 2013 | Spanien     | Sanxenxo              | Zampacavallo / Armengot             | ITA/ESP |
| 2014 | Italien     | Marina di Grosseto    | Botticini / Gennari                 | ITA     |
| 2015 | Niederlande | Sneek                 | Bertola / Izzola                    | ITA     |
| 2016 | Portugal    | Viana do Castelo      | Sickler / de Leeuw                  | NED     |
| 2017 | Polen       | Gudowo                | Cabello / Lago                      | ESP     |
| 2018 | Deutschland | Travemünde            | Zampacavallo / Armengot             | ITA/ESP |